# Нережу Мик (Вранча)
Нережу Мик (рум. Nereju Mic) насеље је у Румунији у округу Вранча у општини Нережу. Oпштина се налази на надморској висини од 596 m.

## Становништво
Према подацима из 2002. године у насељу је живело 1738 становника, од којих су сви румунске националности.